# Marco Praga
Marco Praga (Milano, 20 giugno 1862 – Varese, 31 gennaio 1929) è stato un commediografo e critico teatrale italiano.

## Biografia

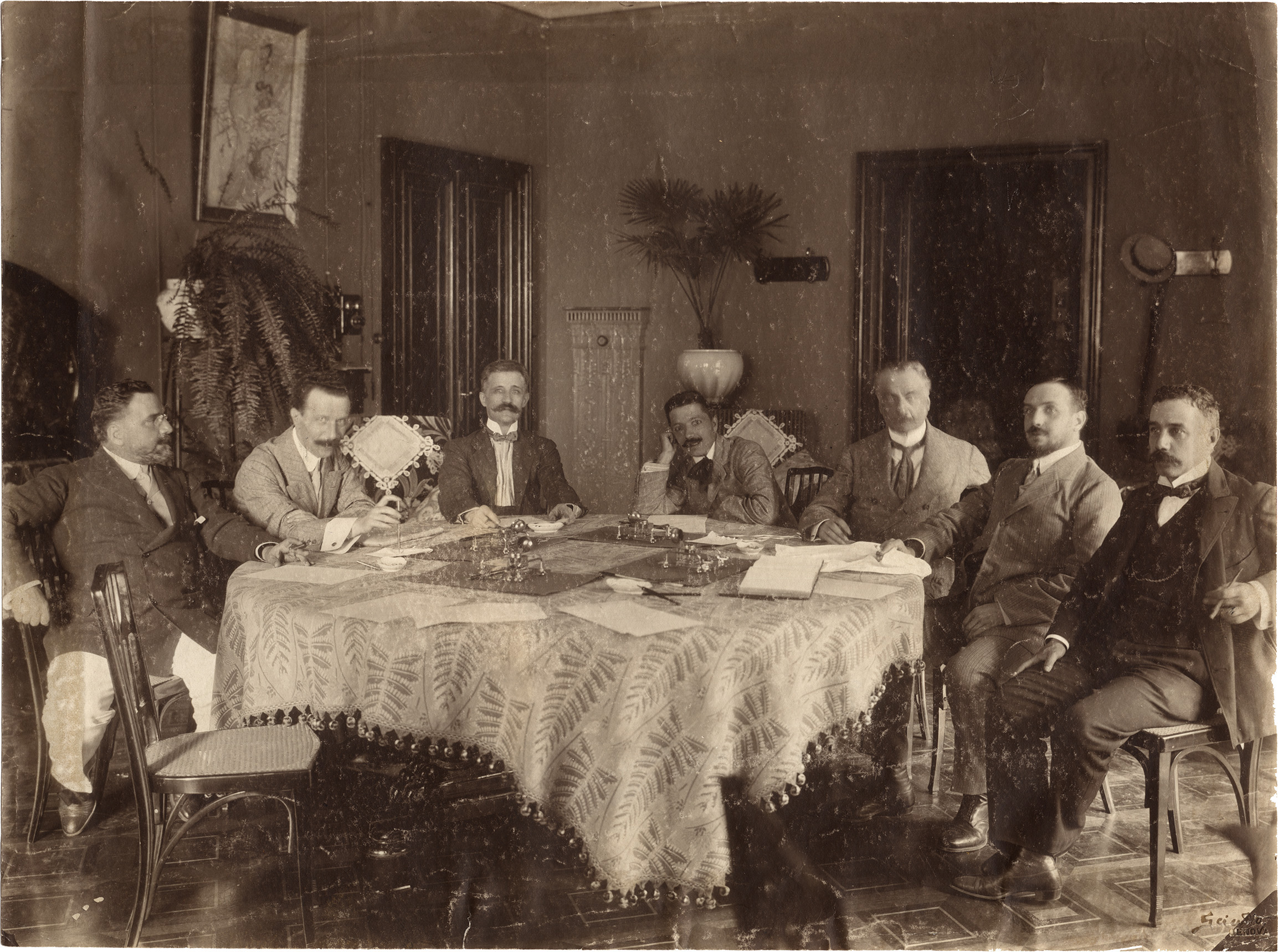
Da sinistra: Gerolamo Rovetta, Marco Praga, Giannino Antona Traversi, Augusto Novelli, Domenico Oliva, Renato Simoni e Sabatino Lopez nel 1907 a Genova

Era figlio dello scapigliato Emilio Praga, dalla cui deriva esistenziale si distaccò precocemente nel 1873. Rimase orfano del padre nel 1875, all'età di tredici anni. Marco Praga fu tra quegli autori di teatro che, in Italia, svilupparono l'esperienza verista. 
Fu costretto a impiegarsi come ragioniere finché nel 1889, il clamoroso successo della commedia Le Vergini, interpretata dalla grande attrice Virginia Marini, non gli consentì di dedicarsi completamente al teatro.
Le sue commedie, che risentono dell'insegnamento di Henry Becque, tracciano uno spregiudicato ritratto di costumi, affrontando l'indagine psicologica con spirito scientifico, anche se con mezzi espressivi a volte incerti.
Dopo Le Vergini (1889), scrisse La moglie ideale (1890), il suo capolavoro. Motivi più intimamente psicologici appaiono in altre opere, come La crisi (1904) e La porta chiusa (1913). Costituisce l'espressione più significativa del cosiddetto «teatro borghese»: a differenza dei veristi, che fissavano l'obiettivo sulle classi diseredate, questi drammaturghi lo volgono sulle classi abbienti. 
Fu un attivo organizzatore, che si distinse nell'attività svolta in favore della Società Italiana degli Autori ed Editori (SIAE), di cui fu direttore dal 1896 al 1911, contribuendo, in questo ruolo, alla valorizzazione del repertorio italiano contro le mode esterofile dell'epoca. Continuò a occuparsi della SIAE anche quando ebbe rinunciato alla direzione per dedicarsi alla direzione di una Compagnia stabile del Teatro Manzoni di Milano.
Fu dal 1919 il critico teatrale della Illustrazione Italiana e le sue cronache furono raccolte in dieci volumi (Cronache teatrali - 1920-29).
Scrisse anche un romanzo, La biondina (1893) e vari racconti. Fu tra gli autori, benché non accreditato come gli altri, del libretto di Manon Lescaut, per Giacomo Puccini (1893).
Colpito da una grave crisi depressiva, morì suicida a Varese.

## Rappresentazioni
- La moglie ideale: prima rappresentazione al Teatro Gerbino di Torino l'11 novembre 1890 con Eleonora Duse, Flavio Andò, Vittorio Zampieri e Antonio Galliani[3][4].
- L'erede: prima rappresentazione al Teatro Gerbino di Torino il 4 dicembre 1893 dalla Compagnia drammatica diretta da Francesco Pasta. Attrice protagonista: Tina Di Lorenzo.
- La crisi: prima rappresentazione al Teatro Alfieri di Torino il 14 ottobre 1904; con Virginia Reiter, Luigi Carini, Ugo Piperno.
- La porta chiusa: prima rappresentazione al Teatro Manzoni di Milano il 24 gennaio 1913; interpreti: Tina di Lorenzo, Jole Piano, Egloge Calindri, Febo Mari, Giuseppe Sterni, Armando Falconi, Camillo Pilotto, Antonio Valenti.